# August Wennerström (läkare)
August Wennerström,  född 6 januari 1834, död 16 januari 1915, var en svensk stadsläkare och lasarettsläkare i Skellefteå. Han var verksam inom flera delar av Sverige under sin karriär och hade ett särskilt rykte inom bröst- och barnsjukvård.

## Biografi
Wennerström var son till Carl Wennerström och Hedvig Maria Ekerberg. Han avlade studentexamen på Uppsala universitet 1852 och avslutade sina medicinska studier 1868. Efter examen inledde han sin läkarbana vid Rånäs bruk. Därefter tjänstgjorde han som uppbördsläkare ombord på ångfregatten Vanadis under dess expedition i Atlanten och Medelhavet åren 1868–1869. Vid hemkomsten blev han anställd som läkare vid Gustavsbergs porslinsfabrik och verkade även som distriktsläkare i Värmdö skeppslag.
År 1873 flyttade Wennerström till Skellefteå, där han utnämndes till lasarettsläkare vid Skellefteås lasarett. Tio år senare, 1883, blev han stadens första ordinarie stadsläkare. Han innehade båda dessa befattningar fram till sin pensionering 1904. Wennerström blev riddare av Vasaorden. 
Han avled den 16 januari 1915 i sitt hem till följd av lunginflammation. Han vilar på Skellefteå landsförsamlings gamla kyrkogård.

## Privatliv
År 1873 gifte sig Wennerström med Anna Vilhelmina Lindström, och tillsammans fick de fyra barn.